# Afromevesia fusciscutum
Afromevesia fusciscutum là một loài tò vò trong họ Ichneumonidae.